# Diastella divaricata
Diastella divaricata là một loài thực vật có hoa trong họ Quắn hoa. Loài này được (Berger) Rourke miêu tả khoa học đầu tiên năm 1976.